# جورج لوران
جورج لوران (بالفرنسية: Georges Laurent)‏ هو عازف فلوت ‏ فرنسي، ولد في 7 يونيو 1886 في باريس في فرنسا، وتوفي في 22 سبتمبر 1964 في فيشي في فرنسا.